# عبد الكريم الجباري
عبد الكريم الجباري الاسلمي الشمري (1983 -) هو شاعر كويتي.

## حياته
شاعر كويتي برز من خلال برنامج شاعر المليون ولقب بعدها بسفير الشعراء الكويتيين أصدر له ديوان صوتي واحد بعنوان (لحظة) وقدم العديد من الأمسيات داخل الكويت وخارجها تم اختياره للمشاركة بمهرجان أهل القصيد بناءً على ما قدمه من مشاركات شعرية جميلة هاديء بتواجده وبحضوره ويتميز بالعفوية والتلقائية ومن الجانب الآخر يعتبر عبد الكريم الجباري من أبرز هواة الطير والمقناص وتربية الابل له العديد من المشاركات البارزة في هذا المجال وهذا هو السبب لغيابه عن الإعلام من فترة لأخرى.
تعتبر هذه هي أولى مشاركات الجباري في مملكة البحرين عن طريق مهرجان أهل القصيد السادس ويعتبر من الشعار البارزين في الاونة الاخيرة بالخليج وخصوصاً في الشعر السياسي في بعض قصائدة كقصيدة الخليج التي انتشرت في شهر أبريل من عام 2014

## العمل السياسي
يعٌتبر عبد الكريم الجباري من أكثر الشباب حظاً في العمل السياسي حيث شارك في انتخابات المجلس البلدي في عام 2013 وكان عمرة لايتجاوز 30 وحصل على أكبر نسبة حصل عليها سياسي في عمره بالكويت وقد كان ممثلاً عن الدائرة الثامنة وقد حصل على 4632 صوت وهو الثاني على مستوئ الكويت ولم يوفق في النجاح على دائرته لكون المجلس البلدي يجب ان يكون من كٌل دائرة عضو واحد فقط.